# 住吉灯台 (熊本県)
住吉灯台（すみよしとうだい）は、熊本県宇土市住吉町にある白亜の灯台である。住吉神社の境内にある。

## 概要
江戸時代の1724年より高灯籠があり、胡麻油で灯りを灯していた。廃藩置県により胡麻油の支給が途絶え、明治初期には石積の破損のため取り壊された。その後、1933年（昭和8年）にコンクリート造の灯台が建設された。

## 歴史
- 1933年（昭和8年）12月 - 初点灯
- 1985年（昭和60年） - 改築
- 2002年（平成14年）3月 - 改築

## 交通アクセス
三角線住吉駅から徒歩約20分。